# トゥイマレアリッイファノ・ヴァアレトア・スアラウヴィ2世
トゥイマレアリッイファノ・スアラウヴィ2世（サモア語: Va'aleto'a Eti Sualauvi II、1947年4月29日 - ）は、サモアの政治家。2017年よりサモアの元首であるオ・レ・アオ・オ・レ・マーローを務める。

## 来歴
1947年4月29日生まれ。1977年にサモアの4人の大首長の一つであるTuimaleali'ifanoに就任したほか、Tui A'anaの称号も持つ。
2022年7月21日、後任が決まらないまま元首としての任期を終え、7月27日になってフィアメ・ナオミ・マタアファ政権はスアラウヴィ2世の任期を8月23日まで延長し、さらに1期5年を追加するか否かを判断することを決定。8月23日、立法議会はスアラウヴィ2世を全会一致で元首に再選した。